# Mimmi Larsson
Mimmi Larsson (Torsby, 9 de abril de 1994) é uma futebolista sueca, que atua como avançada.
Atualmente (2017), joga pelo Eskilstuna United, Suécia.
Foi chamada à Seleção Sueca de Futebol Feminino em 2016.

## Clubes
- Eskilstuna United (2016-)